# Carne polaca

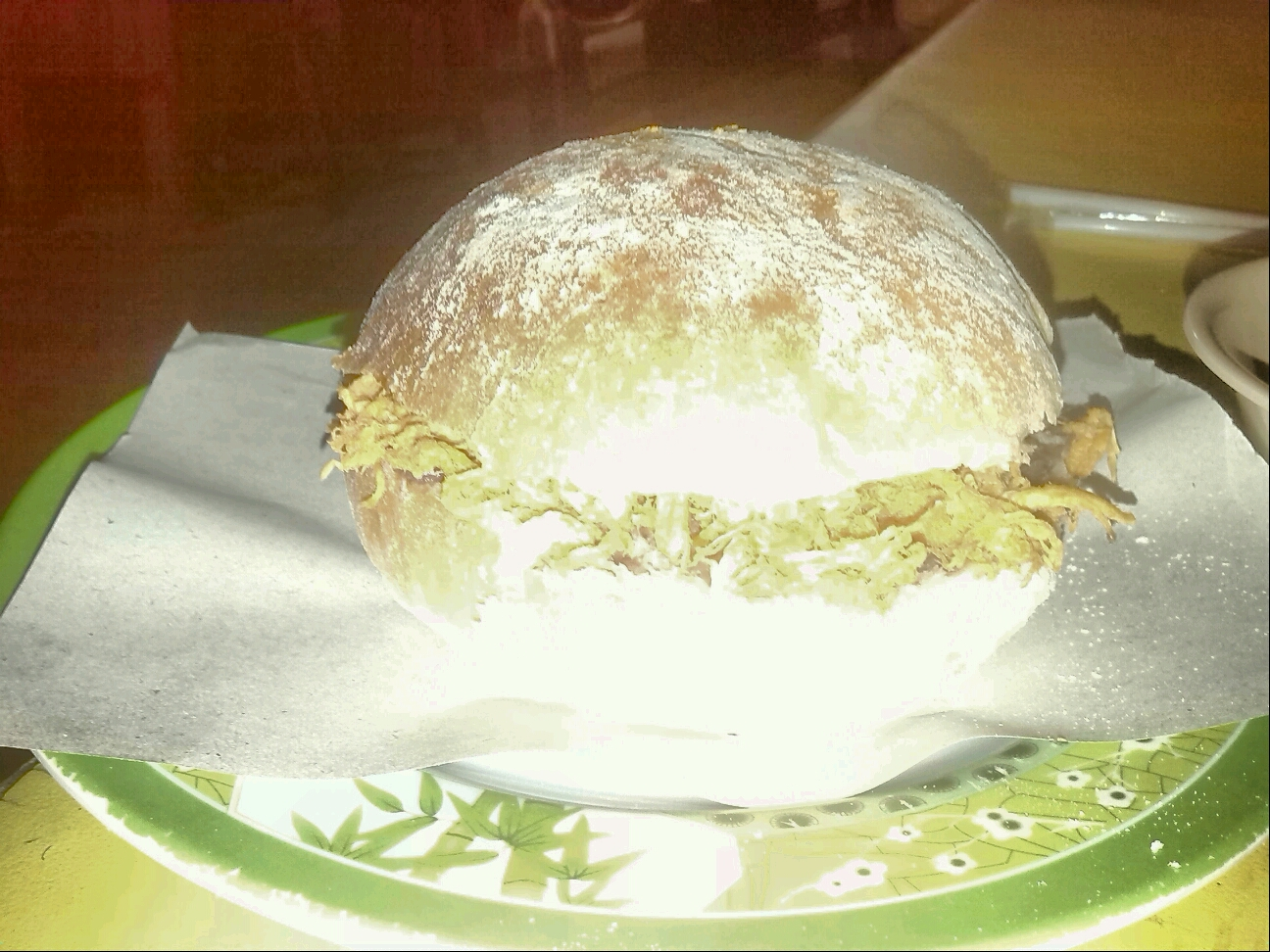
Pambazo relleno de carne polaca.

La carne polaca es un platillo mexicano típico de los estados de Veracruz y Tabasco. Consiste en carne desmenuzada revuelta en salsa cátsup, repollo, chile y otros ingredientes, que habitualmente se acompaña con galleta de soda, o se sirve en tostadas o como relleno para el pan o los tacos. Pese a su nombre, el platillo no es originario de Polonia, sino de México.
La carne usada normalmente es la pechuga de pollo, o bien la falda de res, pues ambas son carnes fibrosas fáciles de desmenuzar. Después de cocerse y deshebrarse, la carne se cocina junto con cebolla y col en la salsa hecha de jitomates maduros, cátsup, caldo de la propia carne, chiles (generalmente chipotle escabechado y guajillo), laurel y otras especias. En algunas recetas se incluye jugo de naranja. Se sirve como botana, con galletas saladas, con arroz, pan o tortillas.
Se cree que el nombre proviene del uso de col o repollo en la composición de los ingredientes, pues es una hortaliza típica de la cocina de Europa del Este; siendo relacionado con el plato nacional de Polonia, bigos. La carne polaca se considera una de las variantes de la tinga, platillo emblemático de la cocina mexicana.